# El Paranacito
El Paranacito,  o también Villa Paranacito, es una localidad argentina ubicada en el sudeste de la provincia del Chaco, en el departamento San Fernando. Depende administrativamente del municipio de Puerto Vilelas de la cual dista unos 14 km, contando con una delegación municipal de la misma. Se halla recostada sobre el río Paranacito o Paraná Miní, uno de los brazos del intrincado sistema de bajos y cursos fluviales de la margen derecha del río Paraná, sobre este río se halla un balneario considerado entre los principales atractivos turísticos de la provincia. El área del balneario fue declarada Parque Provincial, y está dentro del sitio Ramsar de los Humedales Chaco.
La villa atrae en verano a muchos bañistas del Gran Resistencia, y en el área rural circundante se desarrolla la ganadería. Está muy expuesta a las crecientes del río Paraná.

## Vías de comunicación
La principal vía de acceso la constituye la Ruta Provincial 62, que la une al norte con Puerto Vilelas (Gran Resistencia). Existe una línea de colectivos que la une a Resistencia.

## Toponimia
Lleva el nombre del brazo del río Paraná sobre el cual se encuentra asentada.

## Turismo
El complejo balneario cuenta con un extenso área forestada, zona de camping, sanitarios, rampa para lanchas, lugares para comer y cuidado de bañeros durante la temporada, parrillas y quinchos. También se pueden hacer paseos en bote.

## Población
En 2001 el INDEC no lo consideró un aglomerado urbano.